# 林有志

## 學歷
- 國立台灣大學政治學系碩士

- 國立東華大學公共行政研究所碩士

## 經歷
- 花蓮觀護盃國際籃球邀請賽創辦人
- 花蓮縣觀護協會 理事長
- 花蓮縣國際青年商會 會長
- 東華公共事務研究學會 理事長
- 花蓮家庭扶助中心 委員
- 紅十字會花蓮分會 監事